# Michal Peškovič
Michal Peškovič (født 8. februar 1982 i Partizanske) er en slovakisk fodboldspiller, der spiller for PFC Neftci Baku i Aserbajdsjan. Han er bror til en anden fodboldspiller Boris Peškovič
Den 19. juli 2013 indgik Peškovič en et-årig aftale med den nyoprykkede Superligaklub Viborg FF, hvor han var udset til at afløse  Martin Hansen, der efter halvandet år i klubben i sommeren 2013 skiftede til FC Nordsjælland.
Han rejste tilbage til Polen efter at Viborg FF rykkede ned fra superligaen, og skrev derefter kontrakt med Podbeskidzie Bielsko-Biała.